# De la nuée à la résistance
Pour plus de détails, voir Fiche technique et Distribution.
De la nuée à la résistance (Dalla nube alla resistenza) est un film dramatique réalisé par Jean-Marie Straub et Danièle Huillet et sorti en 1979. Tourné en italien, le film est une coproduction entre l'Italie, la France, l'Allemagne de l'Ouest et le Royaume-Uni. Il s'agit d'une adaptation de deux romans de Cesare Pavese, Dialogues avec Leuco et La Lune et les Feux.
Il a concouru dans la section Un certain regard au Festival de Cannes 1979.

## Synopsis

### Première partie:Dialogues avec Leuco
Conversations philosophiques entre des personnages mythologiques, dont Néphélé/Nebula (Olimpia Carlisi) et Issione/Ixion (Guido Lombardi), Ippòloco/Hippoloque (Gino Felici) et Sarpedonte/Sarpédon (Lori Pelosini), Edipo/Œdipe (Walter Pardini) et Tirésias (Ennio Lauricella), deux chasseurs (Andrea Bacci et Lori Cavallini) discutant de la réincarnation d'humains punis par les dieux, Litierse/Lityersès et Eracle/Héraclès (Francesco Ragusa et Fiorangelo Pucci), et un père et son fils (Dolando Bernardini et Andrea Filippi) qui brûlent un feu en guise de sacrifice annuel à la terre.

### Seconde partie:La Lune et les Feux
Après la Seconde Guerre mondiale, l'émigrant « Le Bâtard » (Mauro Monni) revient dans son village des Langhe (région viticole au nord de l'Italie) pour découvrir que tous ceux qu'il connaissait sont morts et que la guerre a profondément modifié les relations entre les gens. Il discute notamment avec l'autochtone Nuto de la Résistance.

## Fiche technique
- Titre français : De la nuée à la résistance[2]
- Titre original italien : Dalla nube alla resistenza[3],[4]
- Titre allemand : Von der Wolke zum Widerstand[5]
- Titre anglais : From the Clouds to the Resistance
- Réalisateur : Jean-Marie Straub et Danièle Huillet
- Scénario : Jean-Marie Straub et Danièle Huillet d'après Dialogues avec Leuco et La Lune et les Feux de Cesare Pavese
- Photographie : Giovanni Canfarelli Modica, Saverio Diamante
- Montage : Jean-Marie Straub et Danièle Huillet
- Musique : Gustav Leonhardt
- Production : Mattia Guerra, Stefano Massenzi, Tommaso Arrighi, Andrea Occhipinti (it)
- Société de production : Straub-Huillet, Rai 2, RAI TV Rete 2, Janus Film und Fernsehen, Artificial Eye, Institut national de l'audiovisuel (Ina)
- Pays de production :  Italie -  France -  Allemagne de l'Ouest -  Royaume-Uni
- Langue originale : italien
- Format : couleurs par Eastmancolor
- Durée : 103 minutes
- Genre : film dramatique
- Dates de sortie :
  - Allemagne de l'Ouest : 25 mai 1979
  - Italie : septembre 1979 (Mostra de Venise 1979) ; 5 mars 1981 (sortie nationale)
  - France : 7 novembre 1979 (Festival de Cannes 1979)

## Distribution
Dialogues avec Leuco
- Olimpia Carlisi : Néphélé
- Guido Lombardi : Ixion
- Gino Felici : Hippoloque fils de Bellérophon (Ippoloco en VO)
- Lori Pelosini : Sarpédon
- Walter Pardini : Œdipe
- Ennio Lauricella : Tirésias
- Andrea Bacci : premier chasseur
- Loris Cavallini : deuxième chasseur
- Francesco Ragusa : Lityersès
- Fiorangelo Pucci : Hercule
- Dolando Bernardini : le père
- Andrea Filippi : le fils

La Lune et les Feux
- Mauro Monni : le « bâtard »
- Carmelo Lacorte : Nuto
- Mario di Mattia : Cinto
- Luigi Giordanello : Valino
- Paolo Cinanni : le « chevalier »